# Lapsana communis subsp. communis

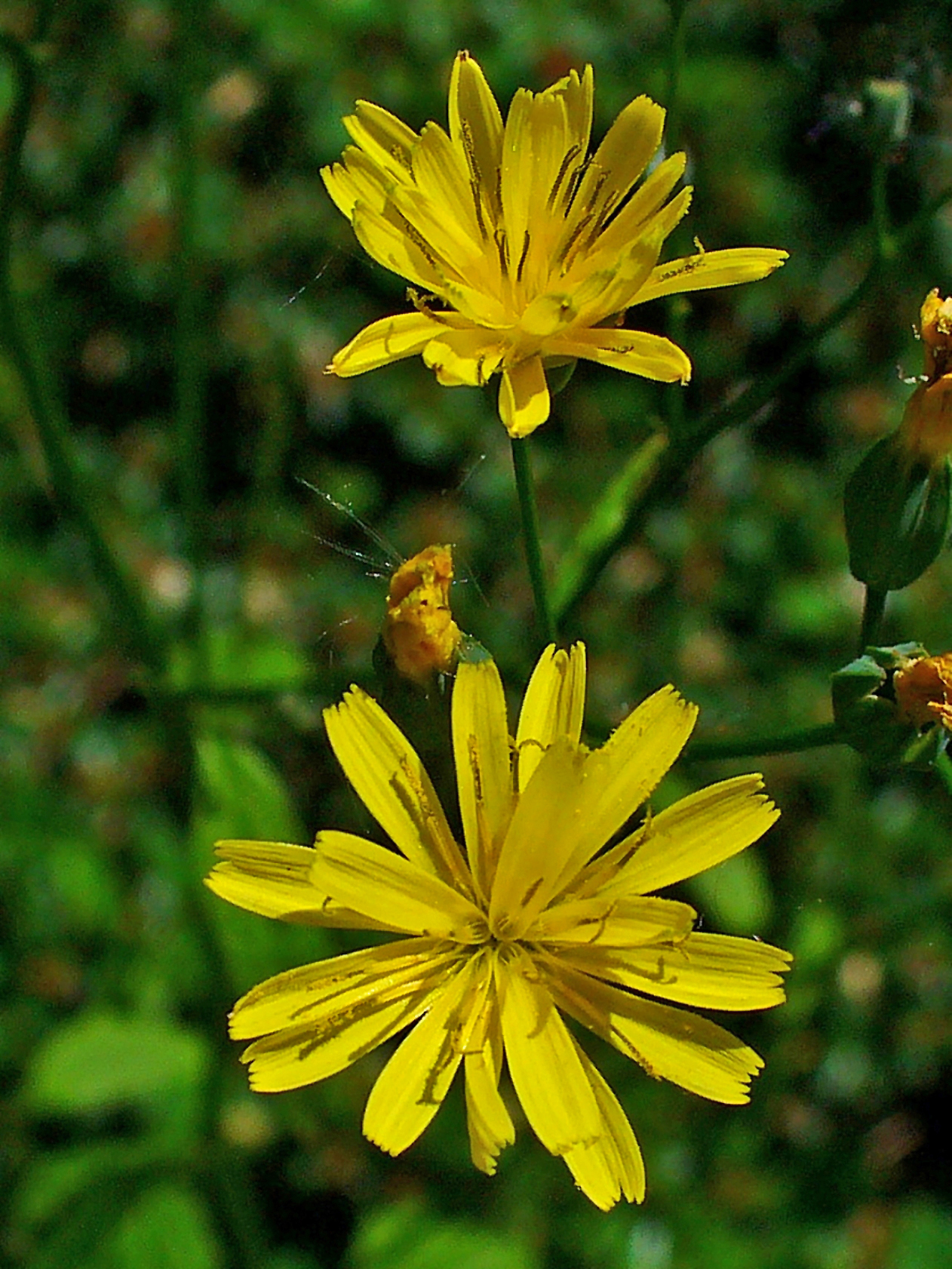
"Lapsana communis", da família Asteraceae, conhecida como Nipplewort, apresenta suas inflorescências em Karlsruhe, Alemanha.

Lapsana communis subsp. communis é uma subespécie de planta com flor pertencente à família Asteraceae.

Os seus nomes comuns são labresto ou lapsana.

## Portugal
Trata-se de uma subespécie presente no território português, nomeadamente em Portugal Continental, no Arquipélago dos Açores e no Arquipélago da Madeira.
Em termos de naturalidade é nativa de Portugal Continental e do Arquipélago da Madeira e introduzida no Arquipélago dos Açores.

## Protecção
Não se encontra protegida por legislação portuguesa ou da Comunidade Europeia.